# The Cuckoo's Calling
The Cuckoo's Calling (Quando o Cuco Chama (título em Portugal) ou O Chamado do Cuco (título no Brasil)) é um romance policial escrito pela escritora britânica J. K. Rowling, e publicado sob o pseudônimo de Robert Galbraith.
A autoria de Rowling foi revelada pelo The Sunday Times em 13 de julho de 2013, depois de uma investigação de como um autor estreante, "com um histórico no exército e na indústria de segurança civil", poderia escrever seu primeiro romance de forma confiante. Depois de ser revelada como a autora, Rowling disse que ela teria gostado de permanecer anônima por mais algum tempo afirmando que ser Robert Galbraith havia sido uma experiência libertadora.
O escritório de advocacia cujo funcionário foi o responsável por revelar o identidade de J.K. Rowling como autora de The Cuckoo's Calling vai pagar a ela os custos legais de um processo movido pela editora Sphere, responsável pelo lançamento do livro e ainda fazer doações à entidade The Soldiers' Charity,  instituição para qual Rowling também está doando seus royalties pelos proximos três anos.

## Sinopse
Depois de perder a sua perna em uma mina no Afeganistão, o Detetive inglês Cormoran Strike investiga o suicídio de uma supermodelo, em Londres, pensando estar apenas tocando sua vida como investigador privado. Strike conseguiu um cliente e os credores o estão chamando. Ele também terminou com sua namorada de longo prazo e está vivendo em seu escritório.
Então, John Bristow passa por sua porta com uma história impressionante: a sua irmã, a lendária modelo Lula Landry, conhecida por seus amigos como Cuckoo, havia morrido alguns meses atrás. A polícia considerou o caso um suicídio, mas John se recusa a acreditar nisto. O caso liga Strike com o mundo dos belos milionários, namorados rockstars e designers desesperados, e isso o levou a todas as mais diferentes formas de prazer, tentação, sedução e ilusões que o homem conhece.

## Personagens

### Principais
- Cormoran Strike - detetive que investiga a morte de Lula Landry. Filho ilegítimo de uma estrela de rock, não tem qualquer contacto com o pai e usa inclusive o apelido de um marido da mãe;
- Robin Venetia Ellacott - ajudante (temporária) do detective Cormoran Strike;
- Lula Landry (Bristow) - modelo mestiça, adoptada;
- John Bristow - irmão adoptivo de Lula Landry, mais velho que esta. É advogado;
- Charlie Bristow - irmão adoptivo de Lula Landry, faleceu num acidente antes de Lula ser adoptada.

### Secundários
- Alison - namorada de John Bristow, trabalha como assistente no gabinete de advogados de Landry;
- Tony Landry - tio de Lula Landry;
- Lady Yvette Landry Bristow - mãe adotiva de Lula Landry;
- Sir Alec Bristow - pai adotivo de Lula Landry;
- Ursula May - irmã de Tansy Bestigui;
- Cipriano May - advogado, marido de Ursula May;
- Evan Duffield - namorado de Lula Landry, músico e ator;
- Rochelle Onifade - amiga de Lula Landry, conheceram-se num centro de reabilitação;
- Guy Somé - estilista e grande amigo de Lula Landry;
- Deeby Macc - rapper americano fascinado com Lula Landry;
- Kieran Kolovas-Jones - motorista de Lula e de Ciara;
- Ciara Porter - modelo e melhor amiga de Lula Landry;
- Freddy Bestigui - produtor de cinema e vizinho de Lula Landry;
- Tansy Bestigui - esposa de Freddy Bestigui;
- Bryony Radford - maquilhadora e amiga de Lula Landry;
- Marlene Higson - mãe biológica de Lula Landry;
- Jonah Agyeman - meio-irmão biológico de Lula Landry, é militar no Afeganistão;
- Lucy Strike - irmã do detective Cormoran Strike;
- Jonny Rokeby - pai biológico do detective Cormoran Strike, é uma estrela de rock;
- Leda Strike - mãe do detective Cormoran Strike, era groupie de Jonny Rokeby;
- Charlotte Campbell - noiva de Cormoran Strike, vai trocá-lo por um ex-namorado;
- Matthew Cunliffe - noivo de Robin, é contabilista.

## Vendas e recepção
Antes de Rowling ser revelada como autora, 1.500 cópias do livro foram vendidas desde o seu lançamento em abril de 2013. O livro pulou da 4709.ª posição para o primeiro lugar da lista de best-sellers na Amazon.com depois da revelação da autoria, em 13 de julho de 2013.
A obra foi aclamada por quase toda a crítica, apesar de não ter sido um grande evento comercial. No site Goodreads, de leitura online, o romance teve uma classificação de 4 em 5 estrelas, indicando comentários quase totalmente favoráveis para o livro com um total de 82 votos e 36 reviews. O Publishers Weekly disse que o romance combinando "um detetive complexo e atraente, e uma assistente igualmente bem formada e improvável com um crime desconcertante" é ideal para fazer uma estreia brilhante.

### Agradecimentos da autora e sequência
Cerca de um dia após a revelação da autoria de J. K. Rowling sobre The Cuckoo's Calling, o site oficial da escritora foi atualizado com uma declaração confirmando uma sequência para o livro, e agradecendo aos colaboradores e fãs.
"Eu esperava manter esse segredo por mais tempo, porque ser Robert Galbraith tem sido uma experiência libertadora! Tem sido maravilhoso publicar sem publicidade ou expectativas e puro prazer receber opiniões de editores e leitores por baixo de um nome diferente. A vantagem do livro ter sido descoberto é que eu posso agradecer publicamente a meu editor David Shelley, que tem sido um grande cúmplice no crime, todas essas pessoas da Little Brown que têm trabalhado tão duro em The Cuckoo’s Calling sem perceber que fui eu quem escrevi, e os leitores e revisores, tanto nas revistas quanto online, que têm sido tão generosos com a novela. E para aqueles que perguntaram sobre uma sequência, Robert certamente pretende continuar a escrever a série, embora ele provavelmente continuará a recusar aparições públicas."

## Edições brasileiras
No Brasil, o livro foi lançado oficialmente no primeiro dia de novembro de 2013 pela Editora Rocco, a mesma que publica a coleção Harry Potter, com três versões: capa dura (ISBN 9788532528742), brochura (ISBN 9788532528735) e e-book (ISBN 9788581223018). Todas as versões brasileiras contam com a capa original britânica.

## Adaptação
Em 10 de dezembro de 2014, foi anunciado que o o livro de "Cormoran Strike" seria adaptado a série de televisão para BBC One, começando com The Cuckoo's Calling ("O Chamado do Cuco"). Rowling mesmo fará o roteiro e também irá colaborar no projeto. O números de episódios foram decididos dois anos mais tarde; apenas 7, ao total.
O site especializado em produção de TV, cinema e comerciais The Knowledge afirma que as gravações de Cormoran Strike irão se iniciar em Londres no outono britânico, que vai de setembro a novembro de 2016.
De acordo com o site, a série, baseada nos romances de J.K. Rowling (escritos sob o pseudônimo de Robert Galbraith), terá sete episódios de sessenta minutos cada, que cobrirão os três primeiros livros – e os únicos lançados – sobre o detetive Cormoran Strike e sua assistente, Robin. No entanto, isso acaba levantando a questão se, na verdade, será somente uma minissérie, ou se, como Sherlock, ela terá temporadas esporádicas.
Sarah Phelps, que adaptou Morte Súbita para a televisão, também será responsável pela adaptação de O Chamado do Cuco, enquanto que Ben Richards terá a tarefa de adaptar O Bicho-da-Seda. Vocação Para o Mal ainda não tem um(a) roteirista.
Com a aproximação das filmagens, é de se esperar que, muito logo, teremos os atores que irão fazer parte do elenco! Talvez com um anúncio oficial da BBC também teremos esclarecimentos sobre a confusão da duração.
A série é produzida pela Brontë Film and Television, produtora independente fundada por Rowling e seu agente, Neil Blair. Ambos servirão como produtores-executivos ao lado de Ruth Kenley-Letts e Lucy Richer. A direção é de Julian Farino.
Após a confirmação de que Tom Burke e Holly Grainger estrelariam juntos em "Cormoran Strike" (novo nome para The Cormoran Strike Mysteries e The Strike Series), as primeiras imagens da série foram divulgadas nas redes sociais.